# Otto Kemper
Otto Kemper (* 13. Juni 1900 in Bocholt; † 12. Juli 1974 ebenda) war ein deutscher Oberbürgermeister.

## Leben
Als Sohn der Eheleute Heinrich Kemper und Elisabeth Wolbring wuchs er mit sechs Geschwistern auf. Nach einer Schreinerlehre leistete er 1918 seinen Militärdienst. Nach Ende des Ersten Weltkriegs legte Otto Kemper die Meisterprüfung ab und wurde 1933 stellvertretender Obermeister der Schreinerinnung. Gegen Ende des Zweiten Weltkriegs wurde Bocholt am 22. März 1945 von den Alliierten in Schutt und Asche gelegt. Kemper zeigte bei der Beseitigung der Kriegsschäden als Einsatzleiter besonderes Engagement und Organisationstalent.
Am 17. Oktober 1948 wurde Otto Kemper bei der Kommunalwahl in die Stadtverordnetenversammlung gewählt; als Kandidat der CDU folgte am 5. November 1948 die Wahl zum Oberbürgermeister der Stadt Bocholt. In diesem Amt blieb er bis Anfang Oktober 1964. Kemper hatte viele Ehrenämter: Kreishandwerksmeister, Innungsobermeister, Vorstandsmitglied der Handwerkskammer Münster.

## Ehrungen
- 26. Oktober 1965 Bundesverdienstkreuz I. Klasse
- 2. Juni 1972 Ehrenbürger der Stadt Bocholt